# Mikael Renberg
Bo Mikael Renberg, född 5 maj 1972 i Piteå stadsförsamling, Norrbottens län, är en svensk före detta professionell ishockeyspelare. Mellan 2008 och maj 2023 arbetade Renberg som expertkommentator på SVT.

## Elitserien
Renberg debuterade för Luleå Hockey i Elitserien säsongen 1989–90 med att spela två matcher där han gjorde ett poäng. Nästkommande säsonger var mer lyckade och han spelade i Luleå Hockey fram till säsongen 1992–93 då han bytte till NHL för att spela hockey i Philadelphia Flyers.

## NHL
Renberg debuterade i NHL 1993–94 och gjorde en lyckad första säsong. Han var mycket nära att vinna Calder Memorial Trophy för årets nykomling, men priset gick till slut till Martin Brodeur. 1994-97bildade Renberg tillsammans med Eric Lindros och John Leclair den så kallade "Legion of Doom"-kedjan.
Efter några lyckade år i Philadelphia Flyers byttes Renberg bort till Tampa Bay Lightning där han blev lagets kapten. Ett år blev vistelsen i Tampa och Renberg återvände säsongen 1998–99 till Philadelphia. Två mindre lyckade säsonger i Flyers gjorde att Renberg såldes till Phoenix Coyotes där han spelade 10 matcher för att sedan återvända till Luleå Hockey.
Resultatet i Luleå säsongen 2000–01 gjorde att Toronto Maple Leafs intresserade sig för Mikael Renberg, där han stannade i tre säsonger. Under sin tid i Toronto skar sig Renberg i vänster hand när han skulle knyta sina skridskor. Såret ledde till en blodförgiftning som var nära att tvinga läkarna amputera Renbergs vänstra arm.
Säsongen 2003–04 var den sista NHL-säsongen för Renberg.

## VM och internationell hockey
Renberg var med och vann VM-guld för Sverige 1998. Totalt spelade han 82 landskamper för Tre Kronor och 39 juniorlandskamper.

## Tillbaka i Elitserien
Renberg spelade i Luleå Hockey fram till säsongen 2006–07. Den 8 maj 2007 meddelande han på en presskonferens att han slutar i Luleå på grund av en utebliven satsning. Det visade sig senare att Renberg valt att pensionsspara i fondbolaget Obol Investment, som tidigare skrivit ett samarbetsavtal med Luleå HF, och var inte överens med föreningens styrelse hur den monetära frågan skulle lösas. 15 maj 2007 skrev Renberg ett ettårskontrakt med Skellefteå AIK.
22 april 2008 berättade Renberg för media att karriären är över på grund av alla skador han dragit på sig genom åren.
28 november 2008 meddelades Renbergs comeback i Skellefteå AIK.
2006 blev Renberg invald i Piteå Wall of Fame.
Hösten 2011 började Renberg studera till sjukgymnast i Luleå.

## Klubbar
- Piteå HC 1988/89–1989/90
- Luleå HF 1989/90–1993/94, 1994/95, 2000/01, 2004/05–2006/07
- Philadelphia Flyers 1993/94–1996/97, 1998/99–1999/2000
- Tampa Bay Lightning 1997/98–1998/99
- Phoenix Coyotes 1999/2000
- Toronto Maple Leafs 2001/02–2003/04
- Skellefteå AIK 2007/08–2008/09

## Meriter
- Elitserien All Star-lag 1995, 2001
- Guldpucken 2001
- SM-silver 1993
- Pelle Lindbergh Memorial 1994
- Viking Award 1995
- U18 EM-guld 1990
- JVM-silver 1992
- Uttagen i All Star Team VM i ishockey 1993
- VM-Guld 1998
- VM-silver 1993
- VM-silver 2003
- VM-brons 2001